# Centrale d'achat des médicaments essentiels
Pour les articles homonymes, voir CAME.
 (décembre 2021).
La Centrale d'achat des médicaments essentiels (CAME) est une association de droit béninois dotée d'une autonomie financière pour l’approvisionnement en produits sous la tutelle du ministère du ministère de santé.

## Historique
Le 28 juin 2018, par décret no 253 du 20 juin 2020, le Gouvernement retire de l’agrément d’exploitation accordé à la CAME au profit d'une nouvelle entité dénommée d'une Société Béninoise pour l’Approvisionnement en Produits de Santé en abrégé (SoBAPS SA), où le Bénin est l’actionnaire unique dirigée par une Direction Générale et un Conseil d’Administration de sept (7) membres.
Le 3 septembre 2020, la CAME est remplacée par une nouvelle société dénommée SoBAPS SA lors l’Assemblée générale extraordinaire au Chant d’oiseau à Cotonou.

## Organisation et fonctionnement
Dans sa mission de couverture nationale du Bénin en matière de médicament, des agences régionales sont créées. Il s'agit de :
- l’agence régionale CAME Cotonou  crée 2014 pour desservir les formations sanitaires et établissements pharmaceutiques de la partie méridionale du Bénin regroupant les Départements de : Atlantique, Littoral, Ouémé, Plateau, Mono, Couffo et Zou.
- l’agence régionale CAME Parakou créée 2002, pour desservir les formations sanitaires et établissements pharmaceutiques du Centre et de la Région Nord-Est du Bénin regroupant les Départements de : Collines, Borgou et Alibori.
- l’agence régionale Natitingou a démarré ses activités en Août 2005 pour desservir les structures sanitaires et établissements pharmaceutiques de la Région Nord-Ouest qui regroupent les Départements de l’Atacora et de la Donga.